# Stone Castle
Stone Castle er et slot i byen Stone tæt ved Bluewater i Kent i det sydøstlige England. Det blev bygget mellem 1135 og 1140, hvor Vilhelm Erobreren underskrev en traktat med befolkningen i Kent i 1067.

## Historie
Det menes at slottet er bygget kong Stefan. Det omtales i 1165 som Stone Castle, da Thomas Becket besøgte det på vej til Canterbury. Det menes, at slottet forfaldt og blev genopbygget i 1300-tallet.
Omkring år 1300 tjente sir John de Norwood fem gange som sheriff i Kent. Han blev adlet af Edward 1. I 1308 overgav han slottet til sin bror Henry Norwood. Edward 3.s søn Den sorte prins blev efter sigende adlet her.
Omkring år 1400 solgte Norwood-familien slottet til familien Bonivant. Det var senere ejet af familien Wiltshire, som bl.a. talte Bridget Wingfield, der var nær ven af Anne Boleyn. Deres korrespondance var med til at dømme dronningen for utroskab. I 1527 blev det besøgt af Thomas Wolsey, Thomas More og jarlen af Derby. Det var på den tid, Henrik VIII kæmpede for at gifte sig med Anne Boleyn, som boede på Hever Castle, 32 km derfra.
Under 2. verdenskrig brugte Royal Air Force slottet som base. I dag ejes det af Blue Circle, og dets jord er lejet ud til Land Securities i 2000, og bygningen er udlejet til Heritage Conference Centre.